# Contacteczeem
Contacteczeem is een huidaandoening die zowel allergisch (L23) als irritatief ('ortho-ergisch') (L24) van aard kan zijn. Voor irritatief contacteczeem zie ortho-ergisch eczeem. Eczeem is een ontsteking van de huid. Ze gaan gepaard met roodheid en jeuk. Bij een contacteczeem (ook wel contactdermatitis geheten) wordt de ontsteking uitgelokt door een externe stof die het afweersysteem in de huid activeert. Contacteczeem wordt vaker veroorzaakt door irritatie dan door contactallergie.

## Ontstaan
Het afweersysteem komt in contact met een bepaalde stof (het allergeen), en ontwikkelt hiertegen soms een reactie. Dit proces wordt allergische sensibilisatie genoemd. Bij een herhaald contact reageert het gesensibiliseerde immuunsysteem daarna met een ontstekingsreactie. Mensen kunnen soms vele jaren in contact komen met een bepaalde stof en dan plotseling een contactallergie ontwikkelen.
Sommige mensen hebben meer aanleg hiervoor. Sommige stoffen zijn ook sterker sensibiliserend dan andere. Wanneer de huid niet helemaal intact is (bijvoorbeeld door kloven in de handen) is de kans op sensibilisatie groter.
Ortho-ergisch eczeem kan bij iedereen ontstaan zonder voorafgaande sensibilisatie; het wordt veroorzaakt door langdurig met de handen in water en met agressieve stoffen te werken, zoals zepen, reinigingsmiddelen en cement.

## Uitzicht
Contacteczeem ziet er meestal uit als "gewoon" eczeem: rode, jeukende, iets verheven huid.

## Allergenen
Tal van stoffen kunnen een contactallergie veroorzaken. Bij een aantal stoffen gebeurt dit wel vaker dan bij andere. Veel voorkomende allergenen zijn:
- Metalen
  - Nikkel: broeksknopen, oorbellen, brillen. Het kan nikkelallergie veroorzaken.
  - Chroom: regelmatig contact met cement. Sommige goedkope leersoorten zijn ook met chroomzouten gelooid.
- Geurstoffen of aroma's kunnen parfumallergie en voedselallergie veroorzaken.
- Conserveermiddelen die producten langer houdbaar moeten maken.
- Geneesmiddelen (zalven, crèmes) en dan vooral vaak tegen de conserveer- en geurstoffen daarin.
- Parafenyleendiamine (PPD) wordt veel gebruikt in zwarte haarverf en tatoeages.
- Een speciaal geval is rubber versus latex. Mensen kunnen een allergisch contacteczeem krijgen door hulpstoffen bij de rubberbereiding, zoals carbamaten of thiuramaten. Mensen kunnen ook allergisch reageren op latex. Dit heeft echter geen eczeem-reactie tot gevolg maar netelroos, angio-oedeem en/of anafylaxie. Latexallergie is namelijk een type 1 allergie (acute reactie) op de eiwitten in natuurlijk rubber, en is vast te stellen door priktesten.

Veel contactallergieën komen voor in het kader van een beroep:
- Chroom bij metselaars en vloerenleggers.
- Bestanddelen van haarverf, permanentvloeistoffen en shampoo bij kappers.
- De koelvloeistof van de machines in de verspanende metaalbewerking.
- Snijbloemen (vaak composieten) bij kwekers.
- Acrylaatallergie bij nagelstylistes.

## Diagnostiek
- Belangrijke aanwijzingen komen uit het verhaal van de patiënt (anamnese).
  - Lokalisatie

Contacteczeem begint vrijwel altijd op de plaats waar de huid met het allergeen in contact komt. Bij nikkelallergie bijvoorbeeld ter plaatse van de gesp, de oorbellen of het horlogebandje.
- - Tijdsbeloop

De allergische huidreactie wordt echter pas zichtbaar uren na het contact zichtbaar. Klassiek zijn de klachten 48 uur na contact maximaal.
- Plakproeven: De diagnose kan bewezen door plakproeven. Deze worden uitgevoerd door een dermatoloog (huidarts). De te testen stoffen worden op kleine doekjes met pleisters op de rug geplakt en 2 dagen later weer verwijderd. Op die dag en 1 of 2 dagen daarna wordt de test afgelezen. Een test is positief als het allergeen ter plaatse een eczeemreactie veroorzaakt.

Iedereen wordt als routine getest met de Europese standaardreeks. Deze reeks bestaat uit die stoffen, die in Europa de meeste allergische reacties veroorzaken.
Bij vermoeden van een beroepsmatige oorzaak, wordt ook getest op verdunningen van de op het werk gebruikte stoffen.

## Behandeling
- De enige echt doeltreffende behandeling bestaat echter uit de totale stopzetting van contact met het allergeen. Dit kan betekenen dat de getroffene van beroep moet veranderen.
- Corticosteroïdhoudende zalf of crème - sterke corticosteroïden kunnen bij langdurig onoordeelkundig gebruik echter schade aan de huid toebrengen.
- Crème of zalf om de huid vet te houden. Deze kan zonder bezwaar net zo vaak gebruikt worden als men wil.
- Lichttherapie: behandeling met ultraviolet licht
- Corticosteroïdtabletten (prednisolon) zijn bij uitgebreid en ernstig eczeem soms nodig.